# Слитнопёрые скаты
Слитнопёрые скаты (лат. Sympterygia) — род скатов семейства Arhynchobatidae отряда скатообразных. Это хрящевые рыбы, ведущие донный образ жизни, с крупными, уплощёнными грудными плавниками в форме ромба и выступающим округлым рылом. Рот поперечный или выгнут в виде арки. На вентральной стороне диска расположены 5 жаберных щелей, ноздри и рот. На тонком хвосте имеются латеральные складки. У этих скатов 2 редуцированных спинных плавника и редуцированный хвостовой плавник. Обитают в Атлантическом океане и в юго-восточной части Тихого океана. Встречаются на глубине до 180 м. Достигают длины 150 см. Откладывают яйца, заключённые в четырёхконечную роговую капсулу.
Название рода происходит от др.-греч. σύμφυσις — «сросшийся» и др.-греч. πτερόν — «крыло».

## Классификация
В настоящее время к роду относят 4 вида:
- Sympterygia acuta Garman, 1877
- Sympterygia bonapartii Müller & Henle, 1841 — Слитнопёрый скат
- Sympterygia brevicaudata Cope, 1877
- Sympterygia lima Poeppig, 1835